# Primærenergi
Sammensætning af Danmarks produktion af primær energi i 2023.
     Olie (30.04%)     Vind- og vandkraft (16.71%)     Fast biomasse (15.54%)     Naturgas (12.12%)     Biogas og biobrændstof (9.22%)     Varmepumper, solvarme og geotermi (5.30%)     Affald, bionedbrydeligt (4.49%)     Affald, ikke-bionedbrydeligt (3.68%)     Solkraft (2.89%)
Primærenergi refererer til energi i sin oprindelige form, som endnu ikke er blevet omdannet eller forarbejdet af menneskelige aktiviteter. Dette inkluderer naturlige energikilder som råolie, kul, naturgas, solenergi, vindenergi og vandkraft. Disse ressourcer kan være enten ikke-vedvarende, såsom fossile brændstoffer, eller vedvarende, såsom sol- og vindenergi.

## Eksempler
| Primær energikilde | Primær energikilde | Primær energikilde                           | omdannet af | Energysystemkomponent                                | til | Energbærer (primærn)                          |
| Ikke-fornybar      | Fossilt brændsel   | Oil (eller råolie)                           | omdannet af | Olieraffinaderi                                      | til | Bunkerolie                                    |
| Ikke-fornybar      | Fossilt brændsel   | Kul eller naturgas                           | omdannet af | Kraftværk                                            | til | Enthalpi, mekanisk arbejde eller elektricitet |
| Ikke-fornybar      | Mineral brændstof  | Uran                                         | omdannet af | Atomkraftværk (Fission)                              | til | Elektricitet                                  |
| Ikke-fornybar      | Mineral brændstof  | Natural thorium                              | omdannet af | Thorium breeder reactor                              | til | Enthalpi eller elektricitet                   |
| Vedvarende         | Vedvarende         | Solenergi                                    | omdannet af | Fotovoltaik-kraftværk (se også solkraft)             | til | Elektricitet                                  |
| Vedvarende         | Vedvarende         | Solenergi                                    | omdannet af | Soltårn, brændspejl (se også solvarme)               | til | Enthalpi                                      |
| Vedvarende         | Vedvarende         | Vindenergi                                   | omdannet af | Vindmøllepark                                        | til | Mekanisk arbejde eller elektricitet           |
| Vedvarende         | Vedvarende         | Falende eller flydende vand, tidevandsenergi | omdannet af | Hydrokraftstation, Bølgeenergipark, tidevandsstation | til | Mekanisk arbejde eller elektricitet           |
| Vedvarende         | Vedvarende         | Biomasse                                     | omdannet af | Biomasse-kraftværk                                   | til | Enthalpi eller elektricitet                   |
| Vedvarende         | Vedvarende         | Geotermisk energi                            | omdannet af | Geotermisk kraftværk                                 | til | Enthalpi eller elektricitet                   |